# Висмутат калия
Висмутат калия — неорганическое соединение,
соль калия и несуществующей в свободном состоянии метависмутовой кислоты с формулой KBiO3,
красные кристаллы,
не растворяется в воде,
образует кристаллогидраты.

## Получение
- Электролиз расплава смеси гидроксида калия, оксида висмута и хлорида цинка при температуре 175 °C.

## Физические свойства
Висмутат калия образует красные кристаллы
кубической сингонии,
пространственная группа I m3,
параметры ячейки a = 1,00194 нм, Z = 12,
структура типа антимоната калия KSbO3.
Не растворяется в воде.
Образует кристаллогидраты состава KBiO3•0,33H2O — красные кристаллы, нерастворимые в воде.

## Химические свойства
- Разлагается при нагревании:

{\displaystyle {\mathsf {2KBiO_{3}\ {\xrightarrow {500^{o}C}}\ K_{2}O+Bi_{2}O_{3}+O_{2}\uparrow }}}
- В водных растворах подвергается гидролизу:

{\displaystyle {\mathsf {2KBiO_{3}+H_{2}O\ {\xrightarrow {}}\ 2KOH+Bi_{2}O_{5}\downarrow }}}

## Применение
- Соединение исследуется как ионный проводник.
- Компонент щелочных аккумуляторов[1]